# جشنواره زیبایی در لائوس
جشنواره زیبایی درلائوس (انگلیسی: Laos at major beauty pageants) یکی از ۴ مسابقه مهم جشنواره زیبایی است  که هر ساله در سراسر جهان برگزار می‌شود.